# Kanał Ożarowski
Kanał Ożarowski – kanał wodny odprowadzający wody powierzchniowe oraz oczyszczone ścieki z miasta i gminy Ożarów Mazowiecki i Stare Babice pomiędzy Ożarowem Mazowieckim a ujściem do rzeki Utraty w Święcicach. 
Został wybudowany ok. 1930 z funduszy Towarzystwa Przyjaciół Ożarowa (powołanego przez Wincentego Majewskiego) w celu odwodnienia terenów położonych na wschód od Ożarowa. Dopływami Kanału Ożarowskiego są kanały i rowy melioracyjne, z których największym jest kryty kanał odwadniający wieś Mory.